# Sonic the Hedgehog Spinball
Sonic the Hedgehog Spinball, o più semplicemente Sonic Spinball (ソニックスピンボール?, Sonikku Supinbōru), è un videogioco di flipper del 1993 sviluppato da Sega Technical Institute e pubblicato da Sega. È uno spin-off della serie Sonic the Hedgehog. I giocatori controllano Sonic the Hedgehog, che deve impedire al Dottor Robotnik di schiavizzare la popolazione in un gigantesco meccanismo simile a un flipper. Il gioco si svolge in una serie di ambienti simili a flipper, con Sonic che funge da flipper.
Sonic Spinball è stato sviluppato dallo staff statunitense del Sega Technical Institute, mentre lo staff giapponese era impegnato nello sviluppo di Sonic the Hedgehog 3 e Sonic & Knuckles. Quando la direzione di Sega si rese conto che Sonic 3 non sarebbe stato completato in tempo per le vacanze natalizie del 1993, commissionò un altro gioco di Sonic. Dopo uno sviluppo frettoloso di due mesi, Sonic Spinball fu pubblicato per Sega Mega Drive nel novembre 1993, per Game Gear nel 1994 e per Master System nel 1995.
Sonic Spinball ha ricevuto recensioni contrastanti: i critici lodarono la novità e la grafica, ma criticarono i controlli. Nel 2003 è stato pubblicato un secondo gioco di flipper, Sonic Pinball Party, e nel 2010 è stata inaugurata un'omonima attrazione nel parco a tema Alton Towers. Sonic Spinball è stato inoltre convertito per varie console e compilation Sega.

## Trama
La storia è ambientata sul Pianeta Mobius, dove il malvagio scienziato Dottor Robotnik ha deciso di rapire gli animali e trasformarli in robot chiamati Badnik per eseguire i suoi ordini. Come parte delle sue operazioni, Robotnik crea una nuova fortezza, la Veg-O-Fortress, sul Monte Mobius, alimentata da vulcani e dall'energia degli Smeraldi del Caos. Questa roccaforte è protetta dal "Pinball Defense System" (sistema di difesa a flipper) che ospita i sedici Smeraldi del Caos che alimentano la struttura. Sonic e Tails si avvicinano alla Veg-O-Fortress utilizzando un aereo che quest'ultimo pilota. Pur affermando che l'operazione sarà più difficile del solito, il riccio crede che riuscirà nell'impresa una volta tolti gli Smeraldi del Caos dalla fortezza. Si lancia quindi dall'aereo mentre l'amico gli augura buona fortuna. Finendo nelle Toxic Caves (caverne tossiche), il punto più basso della base di Robotnik, Sonic va alla ricerca degli smeraldi per sventare i piani dello scienziato.

## Modalità di gioco
Sonic Spinball è un gioco di flipper in cui il giocatore controlla Sonic the Hedgehog, che funge da flipper. La maggior parte del gioco si svolge all'interno del "Pinball Defense System", che assomiglia a una serie di grandi flipper. Il gioco presenta quattro livelli, ognuno dei quali contiene numerosi flipper che possono essere utilizzati per orientare la traiettoria di Sonic e lanciarlo attraverso il livello. Sonic può essere manovrato mentre è in volo grazie al pad direzionale, che può essere utilizzato per migliorare il posizionamento dopo un impatto con un paraurti o un bersaglio o quando Sonic sta scendendo verso lo scarico, i paraurti o i flipper.
L'obiettivo di ogni livello è raccogliere tutti gli Smeraldi del Caos e successivamente sconfiggere il boss appena accessibile situato in cima al livello. Alcuni Smeraldi del Caos sono bloccati da ostacoli che richiedono a Sonic di colpire determinati interruttori o paraurti per creare un percorso libero. Il boss in cima a ogni livello richiede una strategia specifica per essere sconfitto. Una striscia che riporta l'andamento della partita nella parte superiore dello schermo fornisce suggerimenti per sconfiggere i boss, oltre a fornire messaggi di incoraggiamento quando il giocatore fa progressi. La striscia indica inoltre al giocatore quanti Smeraldi del Caos sono rimasti da raccogliere in un livello. Dopo la sconfitta di un boss nemico, viene avviato un round bonus. Questi round sono rappresentati come se Sonic stesse giocando a un normale flipper. Al giocatore vengono date tre palline da sparare in giro per il tabellone, con l'obiettivo di accumulare punti colpendo il maggior numero possibile di paraurti e bersagli. In qualsiasi momento del round bonus, il giocatore può attivare un tilt che fa vibrare la plancia e influenza le traiettoria della pallina. Tuttavia, se si usa troppo spesso il tilt, tutti i flipper si bloccano, lasciando che la pallina cada nello scarico. Quando l'obiettivo del round bonus viene raggiunto, o se tutte e tre le palline cadono attraverso i flipper, il round bonus termina e inizia il livello successivo. Quando tutti gli Smeraldi del Caos vengono raccolti e tutti e quattro i boss nemici vengono sconfitti, il giocatore vince.
Sonic inizia il gioco con tre vite. Una vita viene persa quando Sonic cade in un tombino. Una vita extra può essere guadagnata accumulando 20.000.000 punti, che possono essere accumulati colpendo i paraurti, navigando attraverso i loop, raccogliendo i ring (anelli) e distruggendo i personaggi nemici.

### Livelli
Il gioco presenta quattro livelli, in ognuno dei quali il giocatore deve trovare un certo numero di Smeraldi del Caos per avanzare. Una volta raccolti gli smeraldi necessari, il giocatore ppotrà accedere alla stanza del boss e affrontarlo.
- Toxic Caves (Le caverne tossiche nell'edizione italiana): Una caverna puzzolente colma di fanghi tossici e carri minerari. Questa zona funge da discarica in cui Robotnik smaltisce i suoi rifiuti industriali. Qui il giocatore può trovare tre Smeraldi del Caos da raccogliere. Nella versione a 8-bit, questa zona presenta alcune differenze, come il nome (Toxic Pools o Gli stagni tossici nelle edizioni italiane per Game Gear e Master System) e un design significativamente diverso rispetto alla versione a 16-bit.
- Lava Powerhouse (La centrale elettrica a lava nell'edizione italiana per Mega Drive e Master System e La centrale a lava in quella per Game Gear): Una sorta di centrare elettrica che sfrutta l'energia del magma e del vapore per alimentare vari macchinari. In questo livello, il giocatore può trovare tre Smeraldi del Caos.
- The Machine (La macchina nell'edizione italiana): Un livello altamente tecnologico in cui gli animali sono stati robotizzati. Questa zona funge da gigantesca prigione per gli animali nella parte centrale. Durante l'esplorazione di questo livello, il giocatore può trovare cinque Smeraldi del Caos.
- Showdown (Il confronto nell'edizione italiana per Mega Drive, Lo scontro finale in quella per Game Gear e Il confronto finale in quella per Master System): Una nave razzo che il Dr. Robotnik tenta di utilizzare per fuggire. Dotata di un sistema di lancio simile a un trampolino, Sonic dovrà raggiungere la cima prima che Robotnik riesca a scappare. In questo livello, il giocatore può trovare cinque Smeraldi del Caos.

### Livelli bonus
Alla fine di ciascuno dei primi tre livelli, Sonic ha la possibilità di giocare un round bonus. In questi livelli extra, il gameplay è simile a quello di una vera macchina da flipper, con Sonic al comando. Il giocatore riceve un obiettivo da completare e tre palline con cui giocare. I controlli del flipper sono gli stessi del gioco principale, ma la pallina non può essere controllata direttamente dal gamepad. Premendo contemporaneamente tutti i pulsanti del flipper, Sonic può scuotere la macchina, anche se un'eccessiva agitazione causerà un "tilt" e bloccherà i flipper. Il completamento del round bonus è facoltativo e serve principalmente ad aumentare il punteggio del giocatore.
- Trapped Alive: Questa fase bonus è accessibile dopo aver completato Toxic Caves. L'obiettivo del giocatore è liberare gli animali intrappolati nelle capsule viola dietro il Dr. Robotnik, che viaggia a bordo della sua Egg Mobile. Se il giocatore cerca di colpire Robotnik prima di far esplodere le capsule viola, egli farà rimbalzare la palla. Una volta liberati gli animali, il giocatore potrà colpire Robotnik, facendo così esplodere la sua Egg Mobile e concludendo con successo la fase bonus. Tra i prigionieri si trovano anche i Freedom Fighters, amici di Sonic apparsi nella serie animata Sonic the Hedgehog SatAM e nei fumetti di Archie Comics: Bunnie Rabbot, Sally Acorn, Muttski e Rotor, insieme ad altri personaggi come Tails, un Flicky grigio e Wocky.
- Robo Smile: Questa fase bonus è accessibile dopo aver completato Lava Powerhouse. L'obiettivo del giocatore è eliminare tutti i denti dalla finta testa di Robotnik. I bersagli dietro la testa sono facoltativi da colpire; eliminarli tutti non influisce sulla testa di Robotnik. Se si colpisce uno degli spazi vuoti lasciati dall'eliminazione dei denti, la testa rilascerà la palla altrove senza danni. Dopo aver abbattuto l'ultimo dente, la testa di Robotnik avrà un "mal di testa" ed esploderà, lasciando solo gli occhiali e il naso, concludendo così la fase bonus.
- The March: Questa fase bonus è accessibile dopo aver completato The Machine. L'obiettivo del giocatore è distruggere la capsula gigante e liberare gli animali al suo interno. Durante il gioco, diversi Scratch circondano la capsula formando una barriera protettiva, ma possono essere distrutti con il flipper. Colpendo la capsula ripetutamente, si liberanno gli animali, si distruggeranno gli Scratch rimasti e si completerà la base bonus. Come in Trapped Alive, anche qui è possibile liberare i Freedom Fighters.
- The Clucker's Defense: Questa fase bonus nascosta è accessibile da qualsiasi livello tramite i cancelli bonus nascosti intorno ai tabelloni. Per aprire i cancelli, il giocatore deve raccogliere tutti i ring del livello corrispondente. L'obiettivo è distruggere il robot Crawl, protetto da una coppia di scagnozzi Clucker, utilizzando i flipper. Questa fase bonus è multipalla, consentendo al giocatore di rilasciare fino a tre palline sul tabellone del flipper.

Nelle versioni a 8-bit, tra un livello e l'altro, il giocatore ha l'opportunità di guadagnare punti e accedere a una fase bonus. Qui, Sonic viene calato in una gigantesca vasca per uccelli/pesci, piena di ring, paraurti, scrigni del tesoro e uccelli/pesci meccanici. L'obiettivo di queste fasi è raccogliere il maggior numero possibile di scrigni entro il tempo limite. Per aprire uno scrigno del tesoro e ottenere un bottino diverso, è necessario girarci sopra tre volte. Inoltre, raccogliendo almeno la metà dei ring nella sabbia, il giocatore può passare alla gabbia successiva. Ogni fase bonus è composta da tre gabbie, ma se il giocatore non riesce a raggiungere l'uscita entro il tempo limite, non potrà conservare alcun bottino.

## Sviluppo
Sonic the Hedgehog 2 incrementò le vendite del Sega Mega Drive nella stagione dello shopping natalizio del 1992. Quando i dirigenti di Sega of America si resero conto che Sonic the Hedgehog 3 non sarebbe stato pronto prima dell'anno successivo, commissionarono un altro gioco che potesse essere completato in tempo per le vacanze del 1993. Sonic Spinball fu sviluppato da personale per lo più statunitense del Sega Technical Institute mentre lo staff giapponese stava sviluppando Sonic 3.
Le ricerche di Sega suggerirono che Casino Night Zone era uno dei livelli più popolari di Sonic the Hedgehog 2. Questo fornì al progettista Peter Morawiec la possibilità di creare un'area di gioco che fosse in grado di soddisfare le esigenze dei giocatori e al designer Peter Morawiec di avere una direzione per il nuovo gioco. Morawiec si ispirò al gioco per Amiga Pinball Dreams del 1992 per combinare le meccaniche del flipper con il gameplay di Sonic the Hedgehog. In collaborazione con tre colleghi, Morawiec progettò delle animazioni di base che raffiguravano Sonic come un flipper. Le animazioni furono mostrate ai dirigenti di Sega, che approvarono il progetto.
Il gioco doveva essere completato in meno di un anno per essere pronto in tempo per le vacanze del 1993. Morawiec ha considerato questo calendario "stretto" per un gioco che avrebbe sfruttato la popolarità della serie in Nord America. Per accelerare la produzione, Sega inviò dal Giappone personale veterano, tra cui il disegnatore abituale di Sonic the Hedgehog, Katsuhiko Sato. Nonostante il trasferimento di questo personale, si prevedeva che il gioco non sarebbe stato completato in tempo. Di conseguenza, il personale del Sega Technical Institute cambiò il linguaggio di programmazione da assembly a C, una scelta insolita per i giochi Mega Drive dell'epoca. Morawiec ha dichiarato che questa scelta causò problemi di frame rate e di ottimizzazione, ma accelerò notevolmente lo sviluppo. Nell'arco di 61 giorni, tra giugno e agosto 1993, il progetto si svolse da una versione approssimativamente giocabile, priva di sistemi di rilevamento delle collisioni e di animazioni dei personaggi, a un gioco completo.
Immediatamente prima dell'uscita del gioco, il team fu informato che Sega non possedeva i diritti del tema di Sonic the Hedgehog. Morawiec ricorda l'agitazione del team dopo che Hirokazu Yasuhara, il progettista principale di Sonic Team, spiegò che la melodia era di proprietà della band giapponese Dreams Come True, il cui membro Masato Nakamura aveva composto la colonna sonora dei primi due giochi di Sonic. Morawiec incaricò il compositore principale Howard Drossin di realizzare un nuovo tema entro due ore.

### Pubblicazione

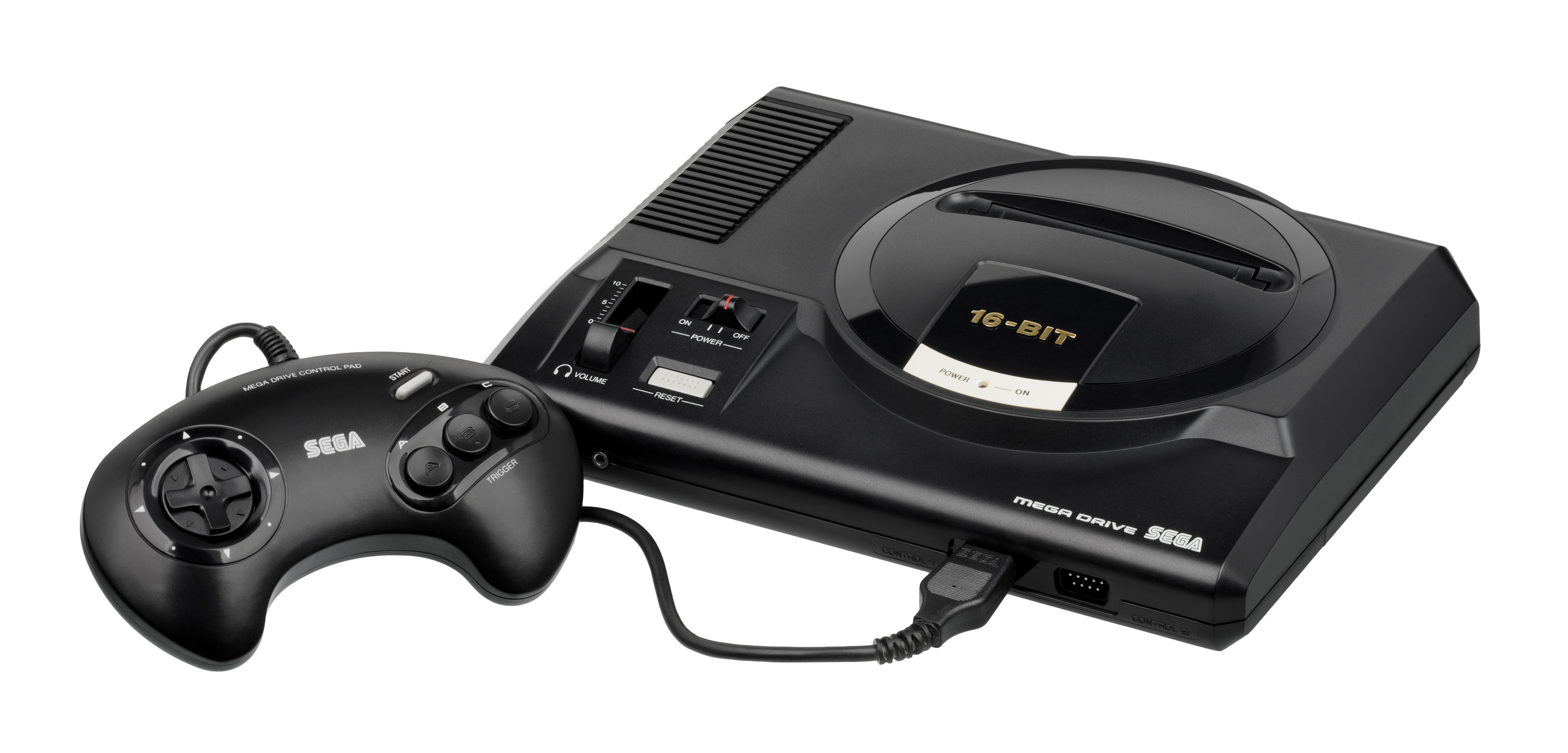
Il gioco è stato originariamente pubblicato per Sega Mega Drive nel 1993

Morawiec riteneva che il gioco avrebbe dovuto affrontare "sfide di accettazione" sia da parte dei fan che dei media, poiché Sonic the Hedgehog Spinball si discostava dal genere platform tradizionale. Una volta tornato negli Stati Uniti dall'Europa, Morawiec fu sorpreso di scoprire che il gioco aveva venduto bene e si rallegrava di aver beneficiato della popolarità del franchise. Tuttavia, si rammaricava del fatto che il team non avesse avuto il tempo di "lucidare" il gioco.
Dopo che il gioco Sonic Drift per Game Gear ricevette critiche negative in Giappone, Sega pubblicò una versione a 8 bit di Sonic Spinball per Game Gear in tutto il mondo alla fine del 1994. Il gioco fu pubblicato anche per Master System in Brasile e in Europa nel 1995. La versione a 8 bit è per lo più identica al gioco per Mega Drive, con una grafica semplificata e diversi livelli bonus più orientati al platform. La versione per Master System è stata pubblicato verso la fine del ciclo di vita della console e non ha venduto bene, diventando un prezioso oggetto da collezione.
Sonic Spinball ha ricevuto una controparte, in gran parte non correlata, per una console portatile LCD di Tiger Electronics, distribuita nel 1994.
Sonic Spinball è stato convertito per diverse compilation per console casalinghe e personal computer. La versione per Mega Drive del gioco è stata inclusa in Sega Smash Pack (1999) per Dreamcast e Game Boy Advance, Sonic Mega Collection (2002) per GameCube e Sonic Mega Collection Plus (2004) per PlayStation 2, Xbox e Windows. In Sonic Gems Collection (2005) per GameCube e PlayStation 2 è possibile sbloccare nella modalità Museo una demo del gioco che presenta un conto alla rovescia di venti minuti e che permette di iniziare la partita direttamente dal boss finale, una volta sconfitto quest'ultimo il giocatore potrà continuare la partita fino allo scadere del tempo. Inoltre è stato incluso in Sega Mega Drive Ultimate Collection (2009) per Xbox 360 e PlayStation 3, Sega Mega Drive Classic Collection Gold Edition (2011) per Windows e Sega Mega Drive Classic Collection (2018) per PlayStation 4 e Xbox One. È stato inoltre incluso nel Mega Drive Mini uscito nel 2019. Originariamente doveva comparire anche in Sonic Classic Collection (2010) per Nintendo DS, ma non fu incluso per motivi sconosciuti.
Una versione per telefoni cellulari venne pubblicata nell'ottobre 2009 in Nord America. Date le limitazioni hardware, il gioco presenta un ridimensionamento dello schermo, è stata aggiunta una funzione di salvataggio dei progressi, una mappa per la selezione del livello e la schermata del titolo è stata completamente ridisegnata. Il 28 aprile 2010 uscì una riedizione anche per Windows Mobile. Sonic the Hedgehog Spinball è stato reso disponibile disponibile per il servizio Virtual Console il 12 marzo 2007 in Nord America, il 13 marzo in Giappone, il 5 aprile in Europa e il 6 aprile in Australasia, su PlaySEGA nell'ottobre 2008 e successivamente è uscito per Steam il 13 settembre 2010. Il 16 dicembre 2010 è stato reso disponibile per i dispositivi aventi come sistema operativo iOS, ma tale versione è stata poi rimossa insieme ad altri giochi Sega nel 2015.
La versione per Game Gear è stata inclusa come gioco sbloccabile all'interno di Sonic Adventure DX: Director's Cut (2003) per GameCube e Windows e disponibile dal principio in Sonic Gems Collection (2005) per GameCube e PlayStation 2. Inoltre è stata inclusa in Sonic Origins Plus (2023) per PlayStation 4, PlayStation 5, Xbox One, Xbox Series X, Nintendo Switch e Windows.

### Fumetto promozionale
Nel 1993, il gioco ha avuto un adattamento a fumetti nel numero 6 della serie Sonic the Hedgehog edita da Archie Comics. La storia è incentrata su i primi due livelli e introduce i personaggi Hip e Hop nella serie cartacea.

### Serie animate
Nell'episodio 41 della serie animata Le avventure di Sonic, il Dr. Robotnik possiede una fortezza dove al suo interno è presente una grande macchina da flipper, simile a quella dove è ambientato il gioco. Nell'episodio 54, Sonic salta in un macchinario da flipper e sfida lo scienziato per vedere chi fra i due otterrà più punti con il porcospino come palla. Una citazione del gioco è presente anche nella serie animata Sonic the Hedgehog SatAM, nell'episodio 14, il Dr. Robotnik intrappola Sonic in una grande macchina da flipper e utilizza il porcospino come palla. Come nell'episodio 54 della precedente serie, i due si confrontano per verificare chi dei due è il migliore nell'ottenere punti.

## Accoglienza
| Testata                            | Versione | Giudizio |
| ---------------------------------- | -------- | -------- |
| Metacritic (media al 10-03-2024)   | iOS      | 68/100   |
| GameRankings (media al 09-12-2019) | MD       | 61.00%   |
| GameRankings (media al 09-12-2019) | iOS      | 66.67%   |
| AllGame                            | MD       | 1.5/5    |
| AllGame                            | GG       | 3/5      |
| Electronic Gaming Monthly          | MD       | 28/40    |
| GamePro                            | MD       | 4.5/5    |
| GamePro                            | GG       | 3.5/5    |
| Mean Machines Sega                 | MD       | 81%      |
| Electronic Games                   | MD       | 93%      |
| Entertainment Weekly               | MD       | C        |
| MegaTech                           | MD       | 86%      |
| Eurogamer                          | MD       | 4/10     |
| IGN                                | MD       | 7.5/10   |
| Jeuxvideo.com                      | MD       | 15/20    |
| Nintendo Life                      | MD       | 4/10     |
| Pocket Gamer                       | iOS      | 6/10     |
| SpazioGames.it                     | MD       | 6.8/10   |

La versione Mega Drive ha ricevuto recensioni generalmente positive al momento dell'uscita. Laurie Yates di Electronic Games lo recensì molto positivamente, assegnando punteggi del 90% per la grafica e il sonoro, e del 95% per la giocabilità e la rigiocabilità. Scarry Larry di GamePro lo recensì positivamente, definendolo "un gioco di flipper divertente, veloce e frenetico".
La grafica è stata generalmente accolta con favore. Ed Semrad di Electronic Gaming Monthly ha ritenuto che il gioco ambientato all'interno di un flipper fosse un'idea innovativa e ha definito "di alto livello" la grafica, la musica e gli effetti sonori del gioco. Al Mauel, della stessa testata, ha giudicato la grafica non "nitida" come quella di altri titoli di Sonic the Hedgehog e il sonoro poco incisivo.
Bob Strauss di Entertainment Weekly ritenne che il gioco inizialmente vantasse un concetto fantastico, ma che alla fine avesse un'esecuzione difettosa, affermando che Sonic, agendo come un flipper, spesso si muoveva come una "biglia di piombo". Rich Leadbetter di Mean Machines espresse preoccupazione per la mancanza di valore di rigiocabilità del gioco, sottolineando che nonostante il suo gameplay coinvolgente, i quattro livelli offerti non erano sufficienti, specialmente considerando il prezzo. Andromeda di GamePro, in una recensione mista della versione per Game Gear, criticò la configurazione dei controlli e definì il gioco un esempio mediocre di flipper, anche se riconobbe che manteneva la sensazione dei precedenti titoli di Sonic the Hedgehog.
In retrospettiva, Sonic Spinball ha ricevuto recensioni contrastanti dalla critica. Su Metacritic, la versione iOS ha ottenuto un punteggio di 68 su 100. Sul sito aggregatore di recensioni di videogiochi GameRankings, le versioni per Mega Drive e iOS hanno rispettivamente ottenuto un punteggio del 61% e del 66,67%.
In una recensione retrospettiva, Lucas Thomas di IGN ha elogiato la grafica del gioco, considerandola all'altezza dei successivi giochi di Sonic per Mega Drive, e ha apprezzato i minigiochi come "visivamente distinti e ben realizzati". Un recensore di Jeuxvideo.com ha valutato la grafica come "generalmente buona", ma ha sottolineato che esistevano altri giochi visivamente superiori per il Mega Drive. William Avery di GameSpot ha notato la presenza di alcuni rallentamenti nel gioco. Dan Whitehead di Eurogamer ha criticato la lentezza del frame rate e i rallentamenti che si verificavano quando "le cose minacciavano di diventare frenetiche" nel gioco, evidenziando un problema comune al Mega Drive. Secondo Pocket Gamer, sebbene non sia un gioco di flipper eccezionale, risulta comunque un titolo abbastanza decente. SpazioGames.it ha affermato che, sebbene richieda un po' di tempo per apprezzarlo appieno, il gioco offre comunque ore di divertimento apprezzabili. Brady Langmann, Dom Nero e Cameron Sherrill di Esquire hanno classificato il gioco come il quarto migliore della serie.
Vari aspetti del gameplay hanno ricevuto un'accoglienza contrastante da parte della critica, con particolare attenzione rivolta allo schema di controllo del gioco, il quale è stato oggetto di numerose critiche. Il recensore di Jeuxvideo.com ha apprezzato il modo in cui Sonic stesso si comportava come un flipper, ma ha notato che i controlli erano meno precisi e reattivi rispetto ad altri platform. Dan Whitehead ha affermato che i controlli del gioco erano "confusi dall'approccio metà e metà" e ha criticato il motore di gioco "goffo", sottolineando che lo schema di controllo comprometteva l'esperienza nei vari ambienti del flipper. Thomas ha sottolineato: "Ci sono aspetti del controllo che avrebbero potuto essere più precisi, e il livello di difficoltà risultare eccessivo per i nuovi giocatori". Damien McFarren di Nintendo Life ha affermato che il gioco soffre sia da un lato come platform scadente che dall'altro come flipper scadente, a causa di una fisica delle palline poco convincente e di elementi platform frustranti.

## Eredità
Un secondo gioco di flipper della serie, Sonic Pinball Party, è stato pubblicato per Game Boy Advance nel 2003 e ha ricevuto recensioni generalmente favorevoli.
All'Alton Towers, un parco divertimenti a tema situato a Staffordshire, Inghilterra, è stata inaugurata un'attrazione di Sonic aperta nel febbraio del 2010, che porta lo stesso nome del gioco. Pur non essendo originariamente progettata con il tema di Sonic the Hedgehog, l'attrazione è diventata parte di un accordo di sponsorizzazione tra Sega e Alton Towers. Successivamente, presso l'Alton Towers Hotel è stata allestita una camera d'albergo a tema Sonic the Hedgehog, decorata con una carta da parati basata su Sonic the Hedgehog 4 Episodio 1 e che offre la possibilità di giocare con vari giochi della serie.